# 毛利恋子
毛利 恋子（もうり ここ、2003年10月20日 - ）は、日本の子役。ギュラキッズ所属。東京都出身。

## 人物
2011年（平成23年）2月にスマイルモンキーからギュラキッズに移籍。

## エピソード
テレビドラマ「BOSS」で共演した、ケンドーコバヤシが大好きで、結婚したいという。2011年7月23日放送『メレンゲの気持ち』のサプライズゲスト時には、司会者・久本雅美が羨ましがるほどコバヤシにべったり甘えた上に、頬にキスまでしている。この放送でデートの約束をして、2011年9月4日の『おしゃれイズム』で公開デートを行った。毛利は「煙草さえ吸わなければ全部好き。煙草はコバヤシが病気になるから」と語っていた。

## 出演

### テレビドラマ
- 血液型人生道場（2004年、テレビ朝日）
- 月曜ミステリー劇場・走れ!事件記者（2006年、TBS） - 池田久美子（幼少） 役
- RESCUE 特別高度救助隊（2009年、TBS） - 五十嵐サチ 役
- 泣かないと決めた日（2010年、フジテレビ） - 角田愛（幼少） 役
- コード・ブルー -ドクターヘリ緊急救命- 2nd season 第9話（2010年、フジテレビ） - 田上楓 役
- グッドライフ〜ありがとう、パパ。さよなら〜 第3話（2011年、関西テレビ） - 東まり 役
- BOSS 2ndシーズン 第9話（2011年、フジテレビ） - 澤村愛海 役
- 絶対零度〜特殊犯罪潜入捜査〜 第5話（2011年、フジテレビ） - 高峰詩織 役
- 全開ガール 最終話（2011年、フジテレビ）
- 推定有罪（2012年、WOWOW） - 鈴木智子 役
- 七人の敵がいる! 〜ママたちのPTA奮闘記〜 （2012年、東海テレビ） - 村辺真理 役
- 警視庁捜査一課9係 season7 第3話（2012年、テレビ朝日） - 安西瑠璃 役
- 土曜ワイド劇場・ヤメ検の女3（2012年、朝日放送） - 石田果歩 役
- 第24回フジテレビヤングシナリオ大賞・Dear ママ（2012年、フジテレビ） - 平山透子（幼少） 役
- 救命病棟24時 第5シリーズ 第5話 - 最終話（2013年、フジテレビ） - 西園美羽 役

### バラエティ
- おしゃれイズム（2012年1月29日、日本テレビ） - 「話題の人気子役SP」ゲスト。本田望結、小林星蘭、谷花音と出演。
- SMAP×SMAP（2012年3月5日、関西テレビ・フジテレビ） - 「BISTRO SMAP」ゲスト。本田望結、井上琳水、信太真妃、藤本哉汰、石井萌々果、熊田聖亜らと出演

### その他のテレビ番組
- いないいないばあっ!（2006年、NHK教育）
- それいけ!アンパンマンくらぶ（2009年、BS日テレ） - 準レギュラー

### 映画
- 虹色ほたる 〜永遠の夏休み〜（2012年） - ミツアミ 役（声優）

### CM
- 全国共済農業協同組合連合会「幸せの天使篇」（2009年）
- 横浜・八景島シーパラダイス（2010年）